# Allgemeiner Deutscher Schriftverein
Der Allgemeine Deutsche Schriftverein wurde 1890 von Adolf Reinecke im Rahmen des Antiqua-Fraktur-Streits als Gegenverein zum Verein für Altschrift gegründet. Der Verein trat für die Reinhaltung der deutschen Sprache und Schrift und insbesondere für die Stärkung der Frakturschrift ein und wandte sich scharf gegen die Verwendung der Antiqua-Schrift. Publikationsorgan des Vereins war die Zeitschrift Heimdall. Zeitschrift für reines Deutschtum und All-Deutschtum.

## Vereinsgeschichte
Reinecke war nicht nur Gründer des Allgemeinen Deutschen Schriftvereins, dessen zweiter Vorsitzender und Herausgeber des Vereinsorgans Heimdall. Er war zudem auch Gründer und Vorsitzender des Berliner Zweigs des Allgemeinen Deutschen Sprachvereins. Im Rahmen des Antiqua-Fraktur-Streits kam es zu Auseinandersetzungen zwischen dem Berliner Zweig und dem Gesamtverein, den Reinecke immer wieder scharf angriff, weil sich der Gesamtverein nicht für die Verwendung der Frakturschrift einsetzen wollte, sondern die Diskussion um die deutsche Schrift in seiner Satzung als Vereinsziel gar explizit ausgeschlossen hatte. Zugleich kritisierte der Gesamtverein den Namen von Reineckes kleinem und eher unbedeutendem Allgemeinen Deutschen Schriftverein, der in Pressemeldungen zum Antiqua-Fraktur-Streit immer wieder mit dem großen und einflussreichen Allgemeinen Deutschen Sprachverein verwechselt wurde. All dies führte schließlich zum zwangsweisen Ausschluss des Berliner Zweigs aus dem Gesamtverein. Daraufhin gründete Reinecke 1898 den Alldeutschen Sprach- und Schriftverein, in dem sowohl der von ihm gegründete Berliner Sprachverein als auch sein Allgemeiner Deutscher Schriftverein aufging.

## Politische Ausrichtung
Der Verein war Mitglied in dem rechtsgerichteten Dachverband der Vereinigten Vaterländischen Verbände Deutschlands. Zudem war der Verein antisemitisch ausgerichtet.

## Wissenschaftliche Literatur
- Willi Buch [Pseudonym für: Wilhelm Buchow]: 50 Jahre antisemitische Bewegung. Beiträge zu ihrer Geschichte. Deutscher Volksverlag, München 1937.
- Dieter Fricke: Die bürgerlichen Parteien in Deutschland. Handbuch der Geschichte der bürgerlichen Parteien und anderer bürgerlicher Interessenorganisationen vom Vormärz bis zum Jahre 1945. Band 2, Fraktion Augsburger Hof – Zentrum. DEB Verlag das europäische Buch, Berlin 1974.
- Silvia Hartmann: Fraktur oder Antiqua. Der Schriftstreit von 1881 bis 1941 (= Theorie und Vermittlung der Sprache, 28). Lang, Frankfurt am Main / New York 1998.
- Johannes Müller: Die Wissenschaftlichen Vereine und Gesellschaften Deutschlands im neunzehnten Jahrhundert. Bibliographie ihrer Veröffentlichungen. Zweiter Band (fortgeführt bis 1914), erste Hälfte: Aachen – Frankfurt a. M. Behrend & Co, Berlin 1917.